# Bednarka (Klein-Polen)
Bednarka is een plaats in het Poolse district Gorlicki, woiwodschap Klein-Polen. De plaats maakt deel uit van de gemeente Lipinki en telt 172 inwoners.